# Plante officinale

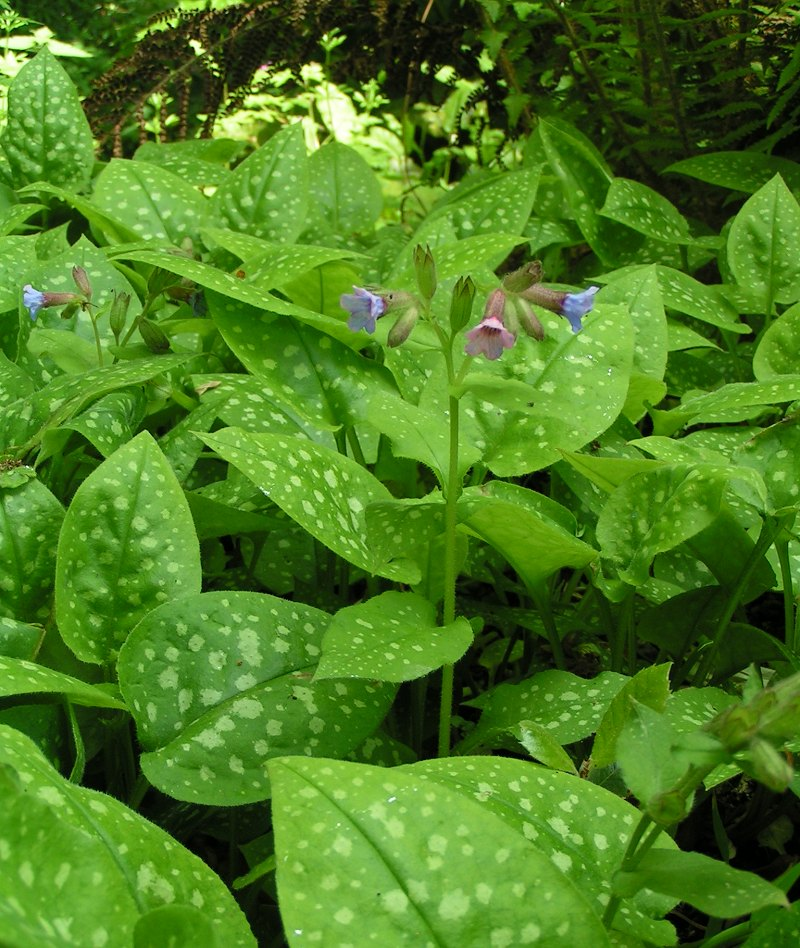
Pulmonaire officinale.

Une plante officinale est un organisme végétal utilisé en pharmacie pour la préparation de médicaments.